# Zwarte zon

Zwarte zon

De zwarte zon (Duits: Schwarze Sonne of Sonnenrad) is een occult en esoterisch symbool. Het symbool wordt vooral door neopaganisten en neonazi's gebruikt. Het is een variant van het zonnerad en het zonnekruis, maar gaat in deze vorm terug op een mozaïek op de vloer van de Obergruppenführersaal in de Wewelsburg.
Het was het embleem van het rechtsradicale en neonazistische Azovbataljon uit Oekraïne, dat tijdens de Oorlog in Donbass tegen de pro-Russische milities vocht. Het bataljon gebruikte de zwarte zon vanaf zijn oprichting in mei 2014 tot en met augustus 2015.
De zwarte zon is opgebouwd uit 12 spaken, die de rune van de zege (Sieg-Rune: Sowulo) ofwel de bliksem-S voorstellen, waaruit het monogram van de SS bestaat. De spaken worden daarnaast gevormd door drie over elkaar gelegde hakenkruizen (swastika).
Volgens archeologen en antropologen symboliseert de zwarte zon mogelijk de Germaanse licht- en zonnemystiek, zoals gepropageerd door de SS, Alemannische sierschijven, waarmee onderzoekers zich in de 1930'er jaren bezighielden.